# Бог великий, я маленька
«Бог великий, я маленька» — французький фільм 2001 року. Режисер Паскаль Баї.

## Сюжет
Фільм починається з розповіді 20-річної дівчини, що каже: «Мені 20 років, я зруйнувала своє життя».